# Primeiro-ministro das Ilhas Salomão
O Primeiro-ministro das Ilhas Salomão é o chefe de governo das Ilhas Salomão, sendo consequentemente o líder do partido ou coligação com apoio maioritário no Parlamento Nacional. Desde 2 de maio de 2024, o primeiro-ministro Jeremiah Manele assumiu o cargo.
As Ilhas Salomão é um reino da Commonwealth; as funções do chefe de estado são desempenhadas em nome do Soberano pelo Governador-geral das Ilhas Salomão, que é nomeado pelo Parlamento.
A residência oficial do primeiro-ministro é a Casa Vermelha em Honiara.